# Alan Benabib
Alan Benabib (* 22. September 1998) ist ein mexikanischer Eishockeyspieler, der seit 2019 bei den Aztec Eagle Warriors in der Liga Mexicana Élite unter Vertrag steht.

## Karriere
Alan Benabib begann seine Karriere bei den Lerma Estado Ice Sharks. 2017 wechselte er in die semi-professionelle Liga Mexicana Élite zu den Olmec Stone Heads. Seit 2019 spielt er für die Aztec Eagle Warriors.

### International
Im Juniorenbereich spielte Benabib für Mexiko bei den U18-Weltmeisterschaften 2014, 2015 und 2016 in der Division III sowie den U20-Weltmeisterschaften der Division II 2016 in der Division III und 2017 und 2018 in der Division II.
Mit der Herren-Nationalmannschaft nahm Carrero an den Weltmeisterschaften der Division II 2018 und 2019 teil. 2015 nahm er mit der meikanischen U17, die Platz vier belegte, und 2016 und 2017 mit der meikanischen B-Mannschaft, die jeweils Dritter hinter der eigenen A-Mannschaft und Kolumbien wurde, am pan-amerikanischen Eishockeyturnier teil.

## Erfolge und Auszeichnungen
- 2016 Aufstieg in die Division II, Gruppe B, bei der U20-Weltmeisterschaft der Division III